# Saint Vincent och Grenadinernas damlandslag i fotboll
Saint Vincent och Grenadinernas damlandslag i fotboll representerar Saint Vincent och Grenadinerna i fotboll på damsidan. Dess förbund är Saint Vincent and the Grenadines Football Federation.